# Alexander Steinkasserer

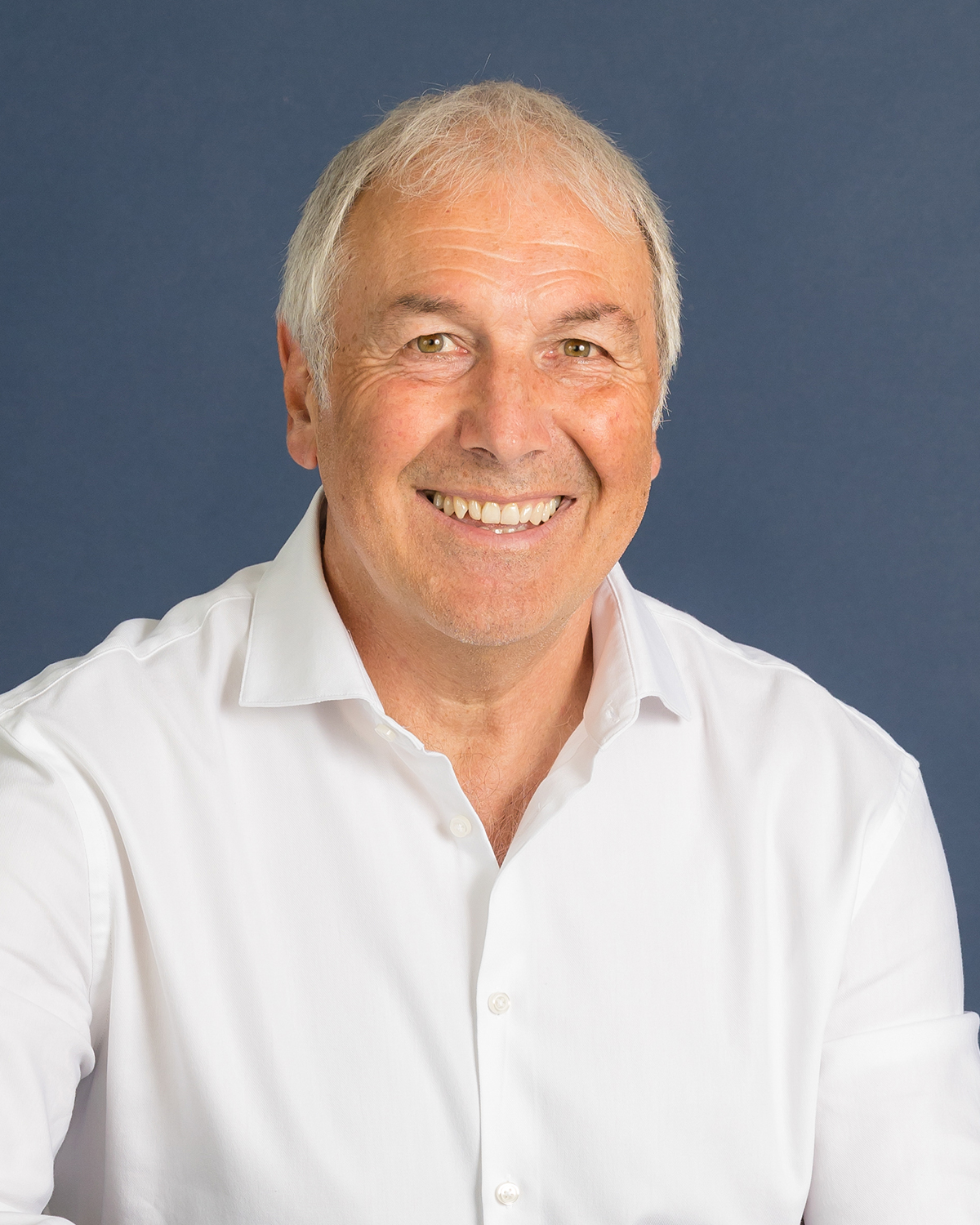
Alexander Steinkasserer (2023)

Alexander Steinkasserer (* 29. März 1958 in Bruneck) ist ein italienischer Immunologe und Professor an der Friedrich-Alexander-Universität Erlangen-Nürnberg. Er leitet die Abteilung für Immunmodulation am Universitätsklinikum Erlangen.

## Leben
Alexander Steinkasserer studierte Biologie und promovierte im Jahr 1984 an der Universität Innsbruck. Von 1984 bis 1986 war er wissenschaftlicher Mitarbeiter an der Universität Innsbruck. Von 1986 bis 1989 forschte er mit einem Postdoc-Stipendium des Boehringer Ingelheim Fonds am Institut für Immunologie der LMU in München. Von 1989 bis 1993 war er Research Fellow am Department of Biochemistry der University of Oxford. Anschließend war er von 1993 bis 1998 in der Pharmaindustrie u. a. beim Novartis Research Institute und bei der Baxter AG in Wien tätig. Er habilitierte sich im Jahr 1996 an der Universität Wien im Fach Molekularbiologie. Im Jahr 1998 wurde er als Professor an die Friedrich-Alexander Universität Erlangen-Nürnberg berufen und leitet seitdem am Uniklinikum Erlangen die Abteilung für Immunmodulation.
2023 war er einer der Gründer der Mallia Therapeutics GmbH, die sich mit der Entwicklung und Vermarktung von Produkten auf der Basis des löslichen CD83-Moleküls (sCD83) zur Behandlung von Haarausfall und Wundheilung befasst.

## Forschungsschwerpunkte
Seine Forschung konzentriert sich auf die Modulation des Immunsystems im Rahmen von entzündlichen Autoimmunerkrankungen sowie der Vermeidung der Transplantatabstoßung. Hierbei stehen das CD83-Molekül sowie Dendritische Zellen und regulatorische T-Zellen (TRegs) im Mittelpunkt. Darüber hinaus erforscht er neue therapeutische Strategien zur Behandlung von Haarausfall sowie von chronischen und schwer heilenden Wunden.
Eine von Steinkasserer mitgeleitete Arbeitsgruppe erforscht „CD83 induzierte immun-regenerative Prozesse und Entzündungsauflösung“.

## Publikationen
Steinkasserer hat zahlreiche wissenschaftliche Arbeiten veröffentlicht, darunter Artikel in renommierten Fachzeitschriften wie Nature Communications, Journal of Experimental Medicine, Journal of Immunology und Journal of Virology. Er hat einen h-Index von 61 (Stand 08/2025) und ist Autor oder Co-Autor von knapp 200 wissenschaftlichen Publikationen.